# Kawkab al-Hawa
Kawkab al-Hawa —àrab: كوكب الهوا, Kawkab al-Hawā— és una antiga vila palestina avui a Israel, on hi ha un antic castell croat, la fortalesa de Belvoir, coneguda en àrab com Kawkab al-Hawa («Rosa dels Vents»). La població fou ocupada pels israelians el maig de 1948 a l'operació Gideon.

## Història
Era un petit castell a la baronia de Tiberíades que fou reforçat pel rei Folc de Jerusalem el [1140]. Els hospitalaris el van comprar el 1168 i van ampliar les fortificacions; el 1180 i 1182 foren rebutjats atacs de Saladí, però després de la victòria a Hattin o Hittin el 4 de juliol de 1187, fou assetjada i es va rendir el 5 de gener de 1189. Fou concedida a l'amir Sarin al-Din Kaymaz al-Nadjimi i després a Izz al-Din Usama al que fou arrabassada per al-Muazzam ibn al-Adil que després fou príncep de Damasc (1218-1227). Fou desmantellada el 1219 per por d'un atac croat (que acabaven d'ocupar Damiata); el desmantellament es va aturar durant les converses de pau, però finalment es va acabar l'octubre de 1227. El 1240 els hospitalaris van recuperar el castell i al tractat de pau de 1241 fou confirmat als francs, però per manca de fons no van poder restaurar les fortificacions i quan el 1247 es van reprendre les operacions, els hospitalaris la van abandonar i al-Salih Ayyub la va ocupar.
Sota els mamelucs fou part de la província de Safad. Sota els otomans fou cap d'una nàhiya del sandjak de Safad, a la província de Ladjun. El 1838 Edward Robinson la descriu com un petit poble i la identifica com el lloc de l'antic castell o fortalesa de Belvoir. La vila estava a l'interior de les muralles i, per tant, no es podia expandir; el 1859 hi vivien 110 persones i progressivament es van establir a l'exterior cap al nord i oest.
Després de la conquesta israeliana el maig de 1948, el poble palestí fou destruït per màquines; la fortalesa fou excavada i restaurada i va esdevenir un atractiu turístic i parc nacional.